# Turímaco
En la mitología griega Turímaco era el séptimo rey de Sición.
Sucedió a su padre Egiro unos cuatrocientos años antes de la Guerra de Troya. Tuvo un hijo llamado Leucipo, que le sucedió.
| Predecesor: Egiro | Reyes de Sición | Sucesor: Leucipo |